# Dryas iulia
Flambeau
Pour les articles homonymes, voir Dryas.
Genre
Espèce
Dryas iulia, le Flambeau, unique espèce du genre Dryas, est un lépidoptère appartenant à la famille des Nymphalidae et à la sous-famille des Heliconiinae.

## Description

### Imago
C'est un très grand papillon de couleur orange vif aux ailes bordées d'une fine ligne marron chez le mâle, d'une bande marron étroite aux postérieures plus large aux antérieures avec de plus une autre bande délimitant un triangle orange à l'apex chez la femelle.

### Chenille
La chenille est marron avec des marques blanches et rouges et des scolis noirs.

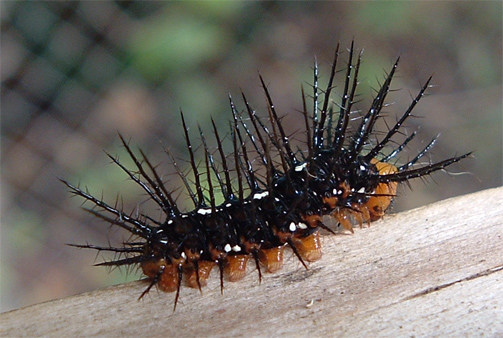
Chenille.
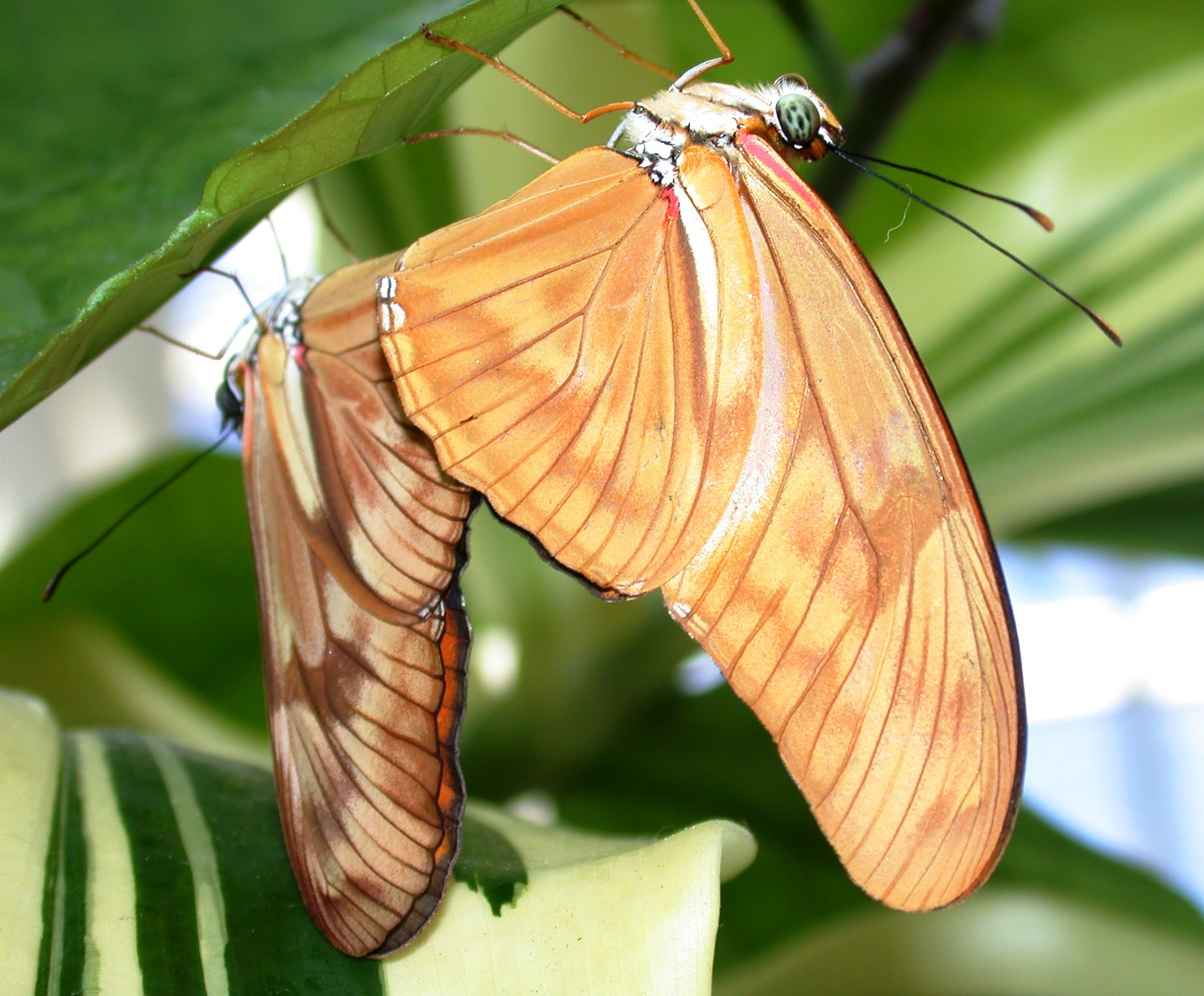
Revers et accouplement.
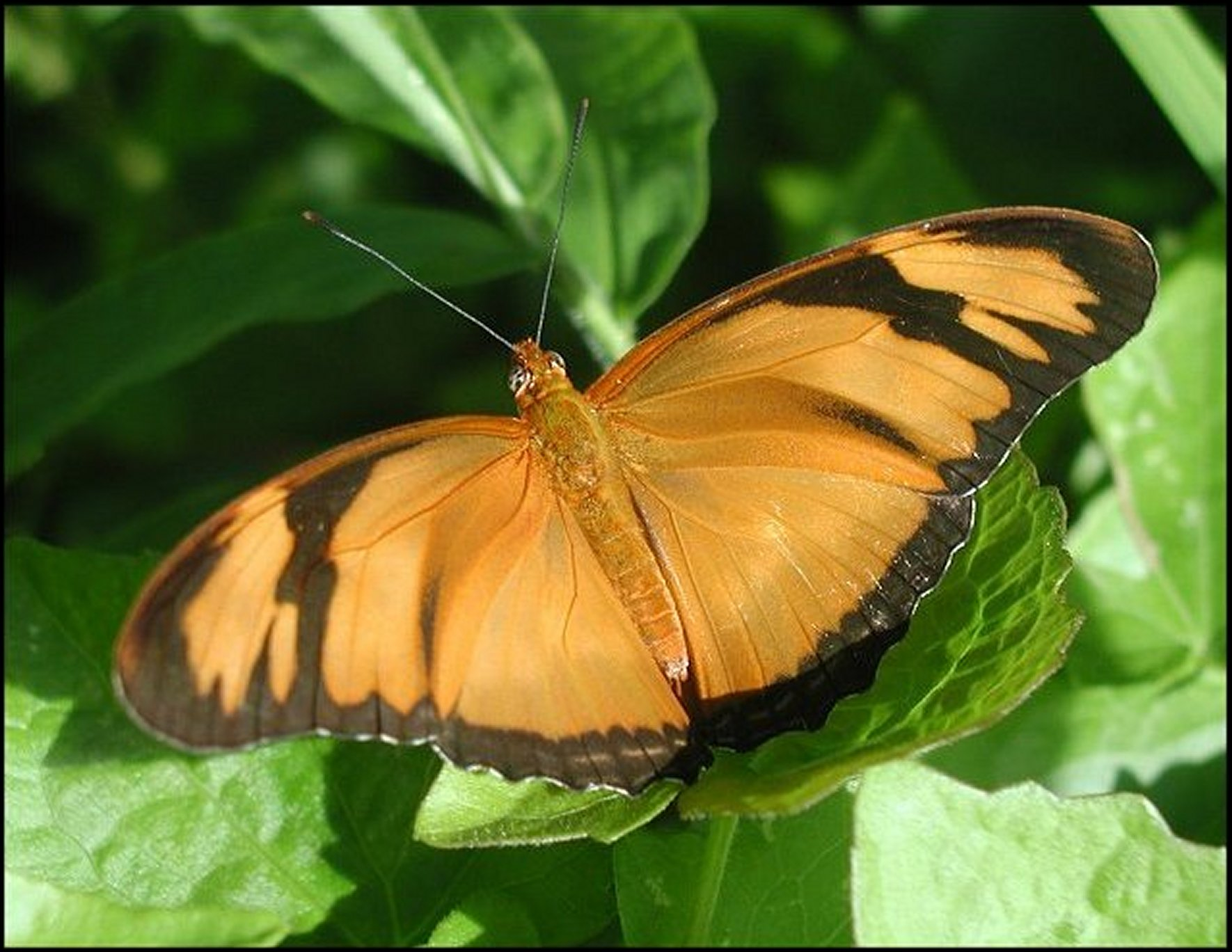
Vue dorsale, Guadeloupe.
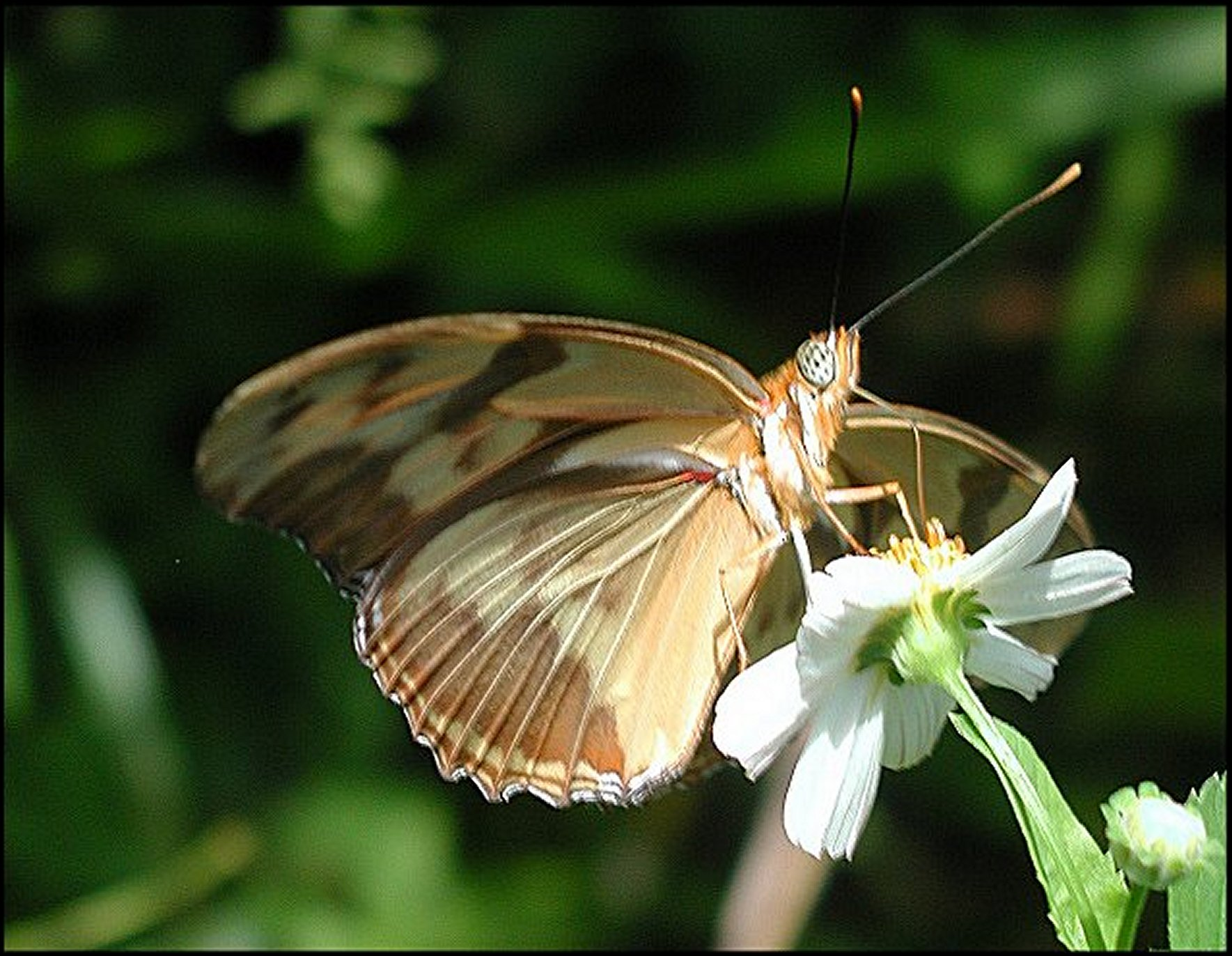
Revers, Guadeloupe.

## Biologie

### Période de vol et hivernation
Dryas julia vole toute l'année dans sa zone de résidence tropicale, et il peut migrer plus au nord durant l'été.

### Plantes hôtes
Ses plantes hôtes sont des passiflores (Passiflora), Passiflora platyloba et Passiflora vitifolia, Passiflora lutea au Texas, Passiflora suberosa pour Dryas iulia moderata,,.

## Écologie et distribution

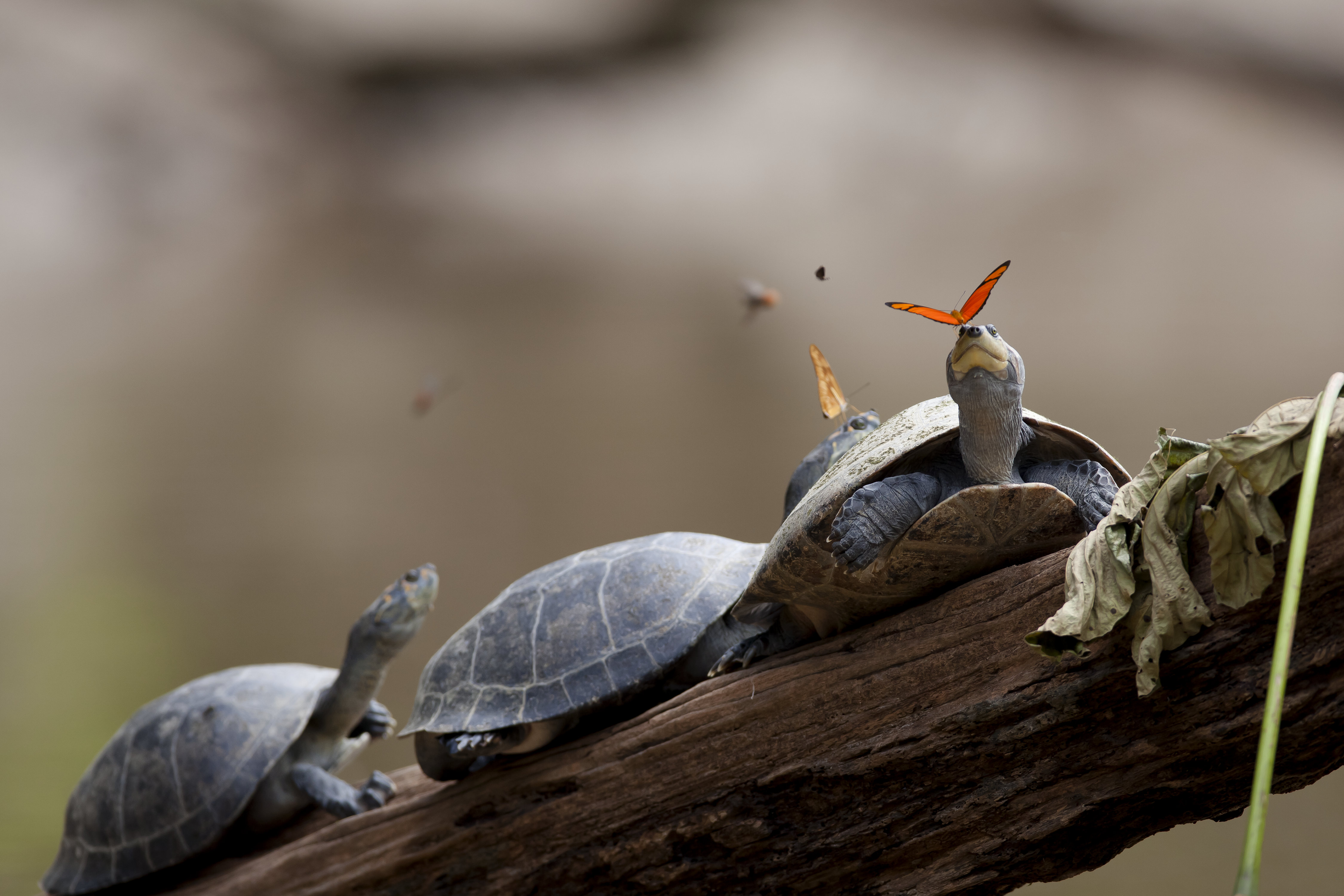
Deux papillons flambeaux en train de boire les larmes de tortues.

Il réside dans le sud du Mexique, en Amérique centrale et aux Antilles. Aux États-Unis il est résident en Floride et dans le sud du Texas et migrateur plus au nord (Nebraska).

### Biotope
Son habitat est la forêt claire et les zones ouvertes, bords de rivières comme jardins fleuris.

## Systématique
- Le genre Dryas a été décrit pour l'entomologiste allemand Jakob Hübner en 1807[5].
- L'espèce Dryas iulia a été décrite par l'entomologiste hollandais Johan Christian Fabricius en 1775, sous le nom initial de Papilio iulia.

### Synonymes
Pour le genre
Alcionea (Rafinesque, 1815)
Colaenis (Hübner, 1819) 
Pour l'espèce
Papilio iulia (Fabricius, 1775) Protonyme
Colaenis julia (Dyar, 1903) 
Papilio julia (Hemming, 1967) 
Dryas julia 
Dryas julia juncta Comstock

### Noms vernaculaires
Dryas iulia se nomme Flambeau en français, Julia en anglais,.

## Taxinomie
Sous-espèces ,
- Dryas iulia iulia à Porto Rico
- Dryas iulia alcionea (Cramer, 1779) en Guyane, au Suriname et en Bolivie.
- Dryas iulia carteri (Riley, 1926) ; aux Bahamas.
- Dryas iulia delila (Fabricius, 1775)
- Dryas iulia dominicana (Hall, 1917) ; en République dominicaine et à la Guadeloupe.

Synonymie pour cette sous-espèce
Colaenis iulia dominica Hall, 1917
- Dryas iulia framptoni (Riley, 1926) à Saint-Vincent.
- Dryas iulia fucatus (Boddaert, 1783) ; en République dominicaine.
- Dryas iulia largo Clench, 1975 ; en Floride.
- Dryas iulia lucia (Riley, 1926) ; à Sainte-Lucie.
- Dryas iulia martinica Enrico et Pinchon, 1969 ; à la Martinique.
- Dryas iulia moderata (Riley, 1926) ; au Mexique, Honduras et en Équateur.
- Dryas iulia nudeola (Bates, 1934) ; à Cuba.
- Dryas iulia warneri (Hall, 1936)
- Dryas iulia zoe Miller et Steinhauser, 1992 ; aux îles Caïmans

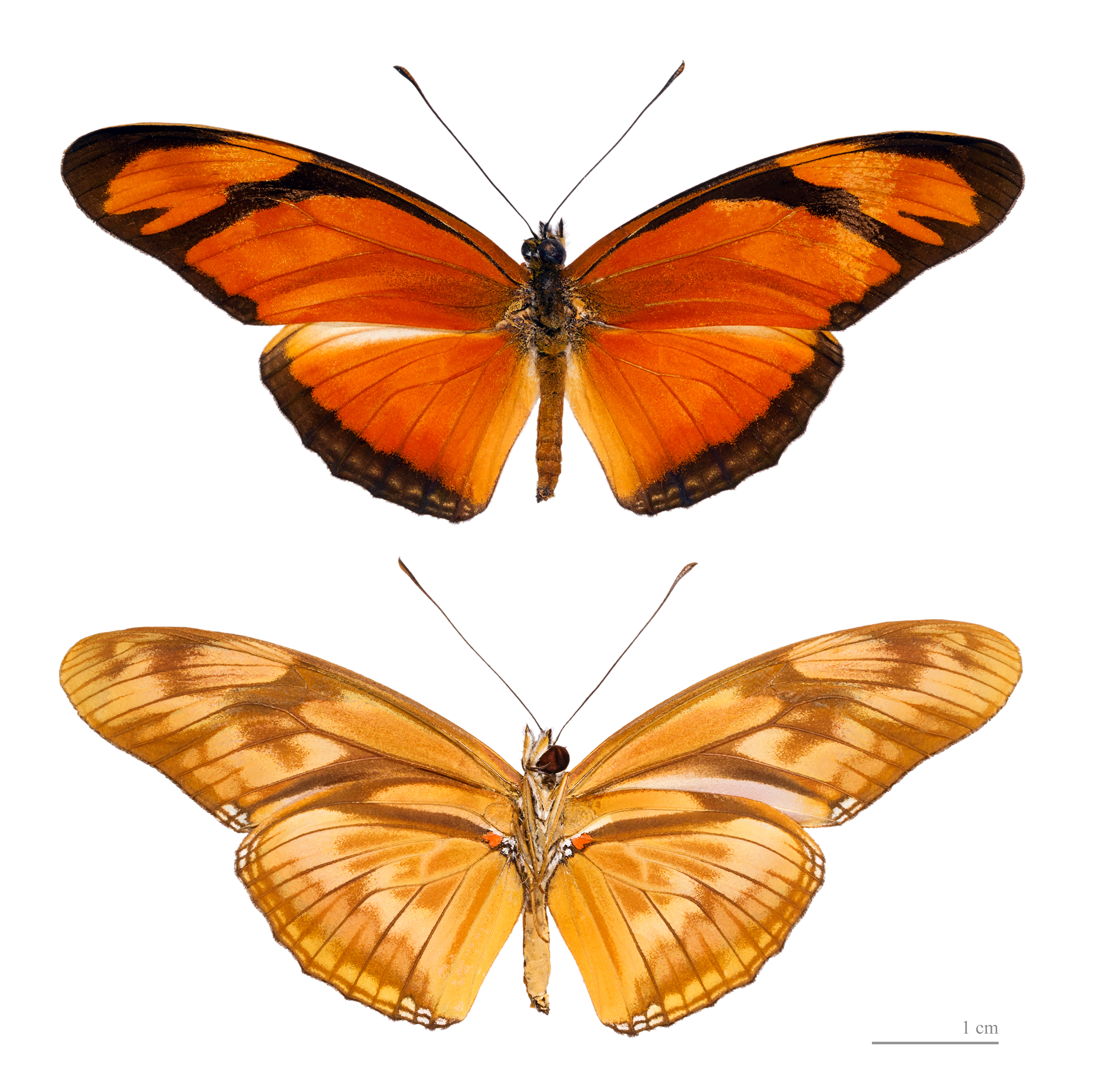
Dryas iulia alcionea Muséum de Toulouse
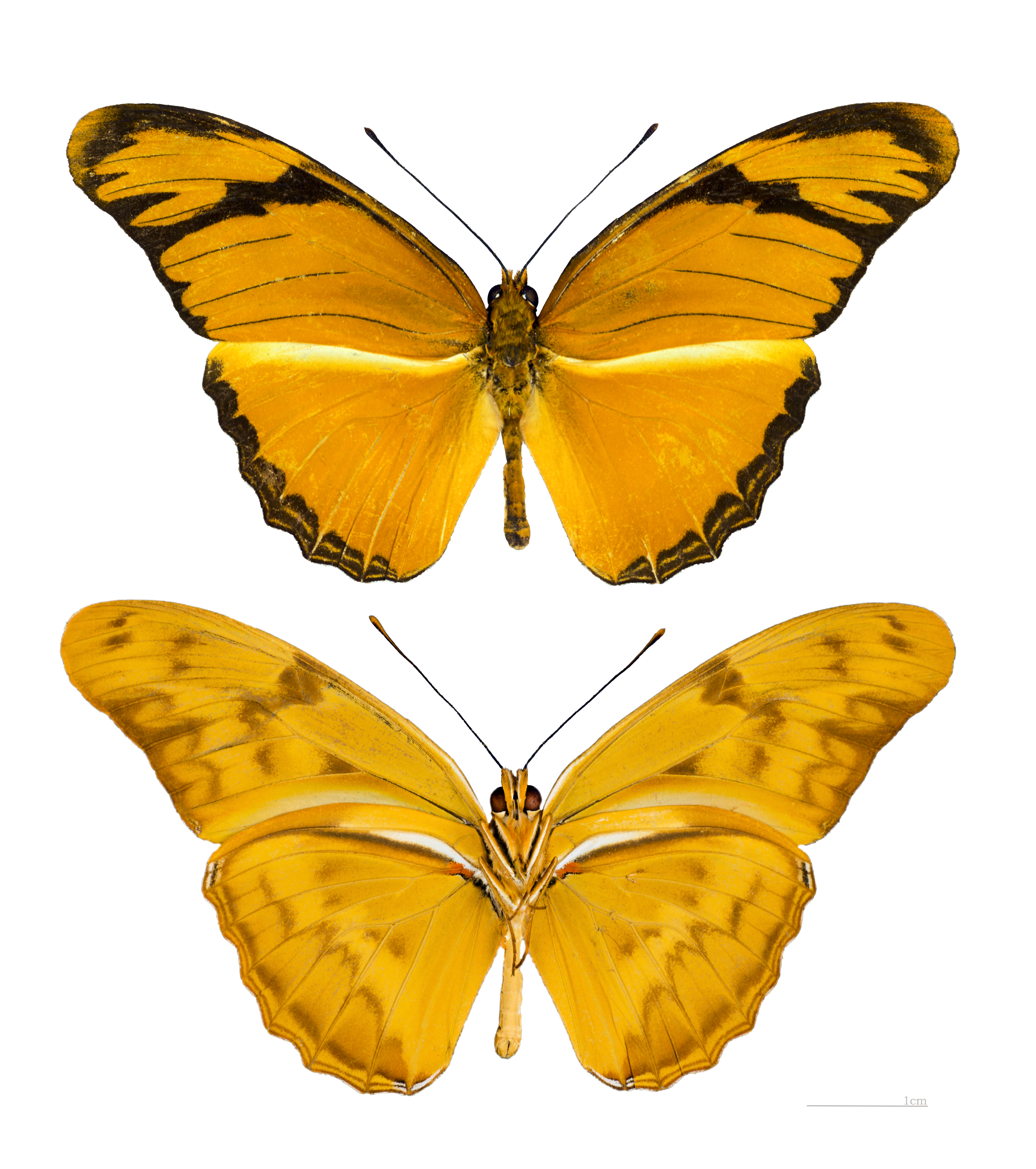
Dryas iulia dominicana Muséum de Toulouse